# Shoreham (Michigan)
Pour les articles homonymes, voir Shoreham.
Shoreham est un village du comté de Berrien, dans l'État du Michigan, aux États-Unis. En 2020, il comptait une population de 844 habitants.